# 守口尚
守口 尚（もりぐち たかし、1970年4月16日 - ）は東京都出身の医師。日本脳神経外科学会認定の専門医。

## 救急現場から医療僻地へ
岩手医科大学を卒業後、救命救急医療現場や都市部の病院に勤務し、脳外科医として研鑽を積み救命救急現場の第一線で活躍。救命医療に携わっていた最中、京都府の医師で在宅診療を行っていた早川一光と出会い、地域在宅医療を志す。
ちょうど、深刻な医師不足だった岩手県遠野市の診療所への赴任の誘いがあり、遠野行きを決断する。遠野において自らの目指す在宅医療を実践しようとし、赴任後に様々なことで悩むが、師と仰ぐ早川との往復書簡で悩みが解消されたという。たとえば、在宅死を希望する患者を、入院させて先端医療を受けさせるべきが本人の希望を尊重させるか悩み、相談した際、「死というのは単に生の延長であり、医療行為を受けるか否かという問題ではなく、生の延長という普通のことである。」と諭された。
患者に対する真摯な姿勢が周囲に認められ、地域医療に対する姿勢や早川との往復書簡がNHKの情報番組生活ほっとモーニングで取り上げられ、その反響の大きさから続編が三回に渡って全国放映された。現在、遠野市の国保診療所に勤務。

## 守口の言葉
- 在宅死を希望した患者の死に際して、「ご臨終です」と終わりを告げるのではなく「○日○時○分まで生きました」
- 小学生への講演会で「心臓は止めようと意識しても止まらない。人間の身体は死ぬ為にでなく生きる為に作られている。人間の身体は「生きる」ように出来ている」